# Koreaanse vechtkunst
Koreaanse vechtkunsten hebben een lange geschiedenis en verschillen in veel opzichten van de martiale geschiedenis van omringende landen zoals Japan en China. Ondanks de grote verschillen zijn er ook veel overeenkomsten waar te nemen en men kan dan ook vaststellen dat de verschillende martiale tradities van deze landen elkaar wederzijds beïnvloed hebben. Het zijn de Koreaanse vechtkunsten die in de afgelopen eeuw erg beïnvloed zijn door met name de Japanse vechtkunsten. Dit blijkt wel uit de benaming: werden vechtkunsten in het Koreaans oorspronkelijk aangeduid met Mu Sul (무술 hanja: 武術) of Mu Ye (무예 hanja:武藝), tegenwoordig zie je dat veel mensen zich bedienen van Mu Do (무도 hanja: 武道) naar Japans gebruik.
Toch bleven de Koreaanse vechtkunsten hun eigen karakter behouden, al was dit soms moeilijk. Veel van Korea's martiale traditie ging bijna verloren. Dit enerzijds door de Japanse onderdrukking die duurde van 1910-1945 en anderzijds door een afnemende belangstelling voor vechtkunsten door de invloed van het neo-confusianisme tijdens de late Joseon periode (조선왕조, 1392-1910).

## Geschiedenis

### Subak
Het beoefenen van vechtkunsten vond al plaats op het Koreaanse schiereiland sinds de vroegste tijden. Tijdens de Goguryeo-dynastie (고구려) werden al vormen van ongewapend gevecht beoefend. Deze staan bekend onder de naam subak (수박). Ook werden al vormen van gewapend gevecht beoefend, waarbij men het zwaard, de pijl-en-boog en de speer hanteerde. In 1935 werden op de muren van diverse graven afbeeldingen gevonden van mensen die vechtkunsten beoefenen. Hoewel we dus weten dat er vechtkunsten werden beoefend, is het echter onbekend welke technieken beoefend werden.

### Hwarang

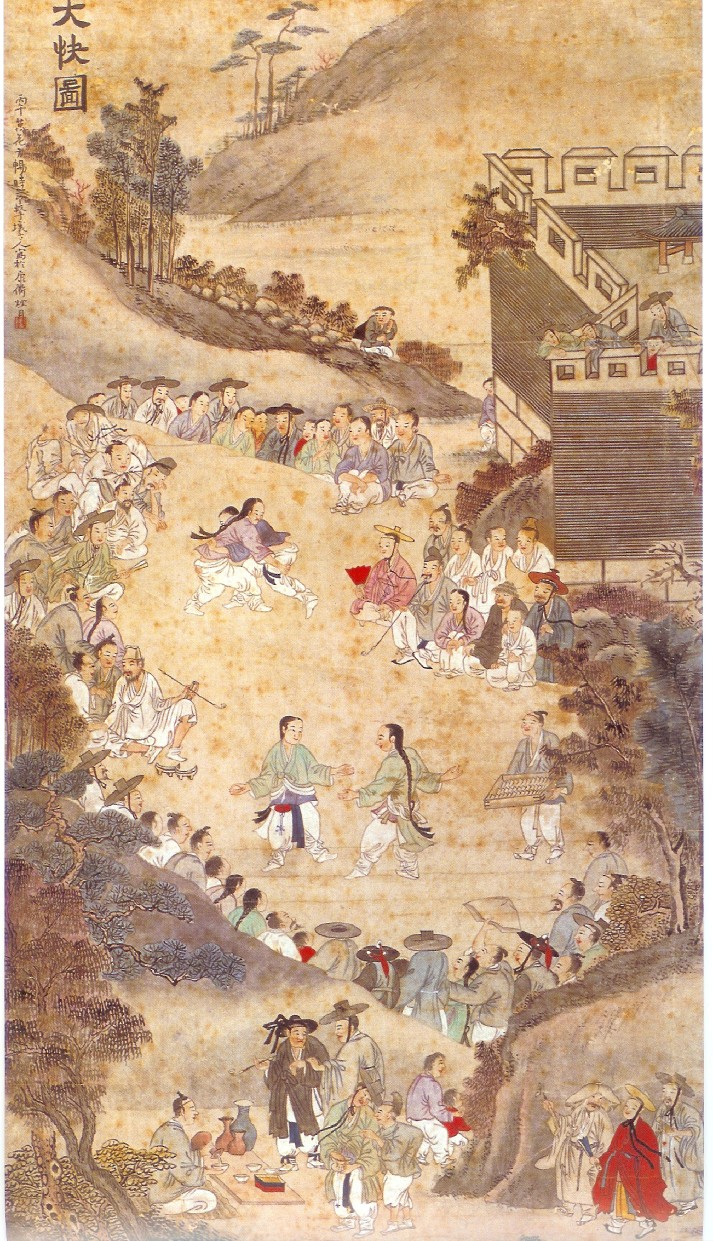
Dae Gwae Do

Over het algemeen wordt aangenomen dat de krijgers van de Silla-dynastie (57 - 668) subak leerden van het naburige Goguryeo toen men hulp vroeg aan Goguryeo om weerstand te bieden aan de invallen van Japanse piraten. Het beoefenen van subak werd zo een onderdeel van de bezigheden van de hwarang (화랑) wat zorgde voor de verspreiding van subak over het Koreaanse schiereiland. Ook nu nog weten we niet precies welke technieken werden beoefend door de hwarang-strijders. Wel is met zekerheid aan te nemen dat het trainen in gewapende vormen van gevecht steeds belangrijker werd gevonden. Wapens werden steeds beter en boden dus veel meer voordeel op het slagveld.
Onder de invloed van het boeddhisme ontwikkelden de hwarang tevens een morele code van vijf regels, die bekendstaat als de Se-sok O-gye (세속오계).
- 사군이충 - 事君以忠 - Loyaliteit aan de koning
- 사친이효 - 事親以孝 - Zorg voor de ouders
- 교우이신 - 交友以信 - Vertrouw gelijken
- 임전무퇴 - 臨戰無退 - Verdedig je tegen vijanden met moed
- 살생유택 - 殺生有擇 - Neem niet iemands leven zinloos

Deze code wordt toegeschreven aan de boeddhistische monnik Won Gwang (원광) en in veel moderne Koreaanse vechtkunsten wordt ook tegenwoordig deze code nog onderwezen aan de leerlingen, zij het soms in aangepaste vorm.

### Byeolmuban
Ten tijde van de Goryeodynastie werd in de strijd tegen de Jurchen een speciale legereenheid in het leven geroepen; Byeolmuban. Deze legereenheid moest weerstand bieden aan de sterke cavalerie van de Jurchen. De byeolmuban bestond dan ook uit drie divisies; infanteristen (sinbogum), cavalerie (sinmugun) en een leger van boeddhistische monniken (hangmagun). In het tweede regeringsjaar van koning Yejong van Goryeo viel het 170 000 soldaten tellende leger Jurchen binnen en bezette het.
Hoewel we van het bestaan weten van deze legereenheid, is ons niets bekend over de technieken die door hen gebruikt werden.

### Taekgyeon en Yusul
Ook tijdens de Goryeo (고려)-periode (935-1392) ontwikkelden de Koreaanse vechtkunsten zich verder. Ze werden zelfs enorm populair. Koningen hielden speciale kampioenschappen en lieten leraren naar het hof komen om instructie te geven. Dit leidde echter tot illegale wedactiviteiten rondom deze wedstrijden zodat het de gewone burgers verboden werd om vechtkunsten te beoefenen.
Tijdens de laatste jaren van de Goryeo-periode of tijdens de eerste jaren van de daarop volgende Joseon-periode splitste het subak zich op in twee afzonderlijke vechtkunsten. De ene kunst wordt aangeduid met Taekgyeon (택견) en bestaat ook tegenwoordig nog als een opzichzelfstaande vechtsport. De technieken uit de andere tak worden aangeduid met Yusul (유술, ook wel Yusool) en bestaat niet meer in zijn oorspronkelijk vorm.
(Er wordt wel beweerd dat het Koreaanse Yusul zijn weg vond naar Japan en daar een grote rol heeft gespeeld bij de ontwikkeling van stijlen die nu beter bekendstaan als jiujitsu. Hiervoor bestaat echter geen bewijs.)
Tijdens de Joseon-periode verloren de oorspronkelijke technieken van het subak hun populariteit in het leger, en leefde het voort als volkssport. In talrijke annalen uit de Joseon-periode wordt taekgyeon vermeld en op verschillende schilderijen uit deze periode worden beoefenaars van het Taekgeyon afgebeeld. Het bekendste schilderij is waarschijnlijk Dae Gwae Do (대괘도) dat in 1846 door Yu Sook (유숙) werd geschilderd. Op dit schilderij staan twee mannen afgebeeld die het Taekgyeon beoefenen samen met twee beoefenaars van Ssireum (씨름), zij worden omringd door yangban (양반) die het schouwspel gadeslaan.

## Muyedobotongji
Onder invloed van vooral China nam binnen het leger de belangstelling voor de traditionele martiale kunsten af en richtte men zich op het aanleren van de modernere tactieken uit China en Japan. Tussen 1592 en 1599 probeerde Japan Korea binnen te vallen. Tijdens deze oorlog, de Imjin oorlog (임진왜란), raakten de Koreanen bekend met het boek Ji Xiao Xin Shu (紀效新書 Kor.: 기효신서), geschreven door de beroemde Chinese militair strateeg, Qi Jiguang (戚继光 Kor:. 척계광).
Koning Seon Jo (선조, 1567-1608) van Korea liet enkele onderdanen het boek bestuderen, wat uiteindelijke leidde tot de samenstelling van de Mu Ye Je Bo (무예제보 hanja: 武藝諸譜).
In 1759 werd een herziene uitgave uitgegeven, de Mu Ye Sin Bo (무예신보 hanja: 武藝新譜) en deze twee boeken samen vormden de basis voor de Mu Ye Do Bo Tong Ji (무예도보통지 hanja:武藝圖譜通志) die in 1791 werd uitgegeven.
De Mu Ye Do Bo Tong Ji wordt gezien als het belangrijkste martiale geschrift in de Koreaanse geschiedenis. Het is geschreven in een periode waarin het vechten met vuurwapens de overhand nam op het vechten met zwaarden, speren, etc. en geeft dus een keerpunt in de geschiedenis aan. Het boek beschrijft 18 verschillende manieren van vechten, waarvan 17 vormen van gewapend gevecht (onder meer: stok, zwaard, dubbel zwaard, speer) en één vorm van ongewapend gevecht (Kwon Bub, 권법).
Het hoofdstuk over kwon bub bevat geen verwijzingen naar taekgyeon. Invloeden van Chinese stijlen zijn daarentegen duidelijk zichtbaar. In deze tijd werd het onbewapend vechten niet geschikt geacht voor het slagveld. Toch was het ongewapende gevecht een onderdeel van de basisopleiding van de Koreaanse soldaat in die tijd.

## Moderne Koreaanse vechtkunsten
Tegen het einde van de Joseon-periode nam de belangstelling voor de traditionele vechtkunsten af. Dit enerzijds door de introductie van vuurwapens maar meer nog onder de invloed van het Neo-Confuscianisme wat duidelijk stelde dat het beter was om de pen te hanteren dan het zwaard. Het is te danken aan de populariteit van taekgyeon onder het gewone volk dat deze sport ook heden ten dage nog beoefend kan worden.

### Japanse bezetting
Tijdens de kolonisatie door Japan (1910-1945) was het verboden om Koreaanse vechtkunsten te beoefenen. Het Japans werd als eerste taal op scholen onderwezen en ook Japanse vechtkunsten werden in Korea geïntroduceerd. Zo werd op diverse scholen bijvoorbeeld lesgegeven in kumdo (Japans: kendo) en Yudo (Japans: Judo). Ook reisden Koreanen naar Japan om daar te studeren, en kwamen zo in aanraking met de diverse Japanse vechtkunsten. De invloed van de Japanse bezetting op de ontwikkeling van Koreaanse vechtkunsten was enorm, maar het tegenovergestelde is ook waar: de Koreanen hebben de Japanse vechtkunsten beïnvloed. Het beroemdste voorbeeld hiervan is Choi Yeong-Eui (최영의) beter bekend als Masutatsu Oyama de grondlegger van het Kyokushin karate.

### Na de bezetting
Na de Japanse bezetting groeide de afkeer van de Koreanen voor alles wat Japans was, en veel stijlen die tijdens de Japanse bezetting waren ontstaan, bedienden zich vanaf dat moment van Koreaanse namen (iets wat tijdens de bezetting niet mogelijk was). Zo heeft bijvoorbeeld het Koreaanse taekwondo wortels in het Shotokan Karate en is hapkido ontstaan uit een mix van Daito Ryu Aiki Jujutsu en taekgyeon.

## Koreaans vs. Japans
Hoewel dus de invloed van Japanse vechtkunsten in de laatste 100 jaar niet gering is geweest, is het te kort door de bocht om dus maar te concluderen dat de Koreaanse vechtkunsten kopieën zijn van hun Japanse equivalenten. Hoewel uiterlijk de moderne Koreaanse en Japanse vechtkunsten veel overeenkomsten vertonen, zijn er ook wel degelijk opmerkelijke verschillen waar te nemen, met name in de filosofische benadering van de vechtsporten.
In het streng Neo-Confucianistische Korea van de Joseon-periode behoorden krijgers tot de laagste klasse. De heersende elitaire klasse, yangban, bemoeide zich niet met zoiets banaals als de krijgskunsten. Het intellectuele kader dat zich bemoeide met de ontwikkeling van de krijgskunsten was dan ook zeer klein, waardoor vechtkunsten in Korea zich geheel anders ontwikkelden dan bij hun overzeese buren.
De Japanse vechtkunsten ontwikkelden zich met name tijdens een periode van vrede en bovenal door de regerende klasse van de samoerai. Hier stond tegenover dat de Koreaanse vechtkunsten zich ontwikkelden op het slagveld en het platteland. Dit leidde ertoe dat de Koreaanse vechtkunsten vaak een veel praktischer insteek hebben dan hun Japanse equivalenten en soms iets grover overkomen.
Na de bezettingen probeerden veel Koreaanse scholen hun Japanse invloeden te verbergen en claimde men verwantschap met de oudere Koreaanse tradities van bijvoorbeeld de hwarang. Deze claims zijn echter maar ten dele waar. Qua techniek kan gesteld worden dat er geen enkel verwantschap meer bestaat met stijlen van weleer. Echter de filosofische grondslag van de Koreaanse stijlen heeft veel minder te lijden gehad van de Japanse bezetting. Ook zorgde de populariteit van de zoektocht naar de eigen identiteit tot een enorme interesse in de bestudering van de Moo Yae Do Bo Tong Ji en de eigen Koreaanse martiale geschiedenis, waardoor nieuwe Koreaanse stijlen ontstonden.

## Boeddhistische stijlen
Naast de reguliere vormen van vechtkunst werden in diverse boeddhistische kloosters in Korea vechtkunsten onderwezen. Boeddhistische monniken werden ingezet in de strijd en kloosters hielden er hun eigen legertjes op na om de kloosters te beschermen tegen rondtrekkende bendes.
De stijlen tegenwoordig worden beoefend in deze kloosters hebben allemaal een Chinese origine, maar vaak met de nadruk op traptechnieken. In sommige Koreaanse Seon Boeddhistische kloosters worden deze stijlen nog onderwezen onder de naam Seon Mu Do (Ook wel Sunmudo, 선무도).
Ook beweren de grondleggers van sommige moderne Koreaanse stijlen in kloosters getraind te hebben. Soms is dit waar, maar soms wordt het gebruikt om de Japanse invloeden van hun stijl te verbergen.

## Ontwikkeling en verbreiding
Na de Tweede Wereldoorlog begonnen de Koreaanse stijlen aan een opmars, die zich met name na de Koreaanse Oorlog ook richtte op andere landen. De eerste taak die waar men zich voor gesteld zag wat het afschudden van de Japanse invloeden. Een proces wat jaren duurde en ook nu nog steeds aan de gang is. Een proces ook wat het ontstaan van vele nieuwe stijlen met zich meebracht. Bekende stijlen als Taekwondo en Hapkido hebben onmiskenbare Japanse invloeden die in de beginjaren krampachtig werden ontkend. Vaak werd terug gegrepen op oudere Koreaanse stijlen zoals Taekkyon en Subak waarmee men zich verwant verklaarde zonder dat daar historisch bewijs voor was. Vaak vond er vermenging plaats met oudere Koreaanse stijlen. Met name de enorme voorliefde die Koreanen schijnen te hebben voor traptechnieken is hier een bewijs van. In de afgelopen decennia hebben de meeste vechtsporten zich echter weten te cultiveren, zij het met vallen en opstaan, tot wat we nu zouden kunnen duiden als typische Koreaanse vechtkunsten. De laatste jaren is de aandacht voor het doorgeven van authentieke Koreaanse culturele waarden een van de taken waar veel Koreaanse leraren zich inzetten. Er is veel aandacht voor traditionele vechtkunsten zoals Taekkyon en Sibpalgi, die dan ook een groeiende populariteit kennen.
Niet alleen in Korea ontstonden nieuwe Koreaanse stijlen. Met name in de Verenigde Staten waren het Koreaanse immigranten die daar, soms met sterk commerciële motieven, hun eigen scholen openden en van daar uit hun eigen stijl begonnen te promoten. Bekende voorbeelden zijn het Kuk Sool Won en Hwarang Do.
Sommige Koreaanse organisaties stuurden leerlingen naar andere landen om daar hun sport te promoten. In de jaren zeventig zorgde een golf van Koreaanse gastarbeiders en immigranten voor een verdere verbreiding. In Duitsland werkten bijvoorbeeld Koreaanse gastarbeiders in de mijnbouw. Enkele van hun gaven in hun vrije tijd les in taekwondo en hapkido. Veel Nederlandse taekwondo leraren uit die tijd reisden naar Duitsland om les te krijgen.

## Terminologie
Koreaanse vechtkunsten worden beoefend in een dojang (도장) of chae yook kwan (체육관). Aan het hoofd van de school staat de kwanjang(nim) (관장님) en lessen worden gegeven door de leraar, aangeduid met sabum(nim) (사범님). (het achtervoegsel nim (님) wordt in de Koreaanse taal gebruikt als beleefdheidsvorm)
De beoefenaar van veel Koreaanse vechtkunsten dragen een dobok (도복) met daaromheen zijn band of tti (티), maar vaak wordt ook gebruikgemaakt van een traditionele hanbok of iets wat daar van afgeleid is. De gradering loopt tot en met de eerste dan (단) zwarte band vaak in zogenaamde gup-graden (급) die vaak worden aangegeven door middel van gekleurde banden, vaak beginnend met de witte band. Sommige organisaties geven de dan-graad aan door middel van streepjes op de band.

## Lijst van Koreaanse vechtkunsten
- Gwon Bop (권밥)
- Ji Do Kwan (지도콴)
- Hae Dong Gumdo (해동검도)
- Hankido (한기도)
- Hankumdo (한검도)
- Hanmudo (한무도)
- Hapkido (합기도)
- Hoi Jeon Moo Sool (회전무술)
- Hwarangdo (화랑도)
- Kong Soo Do (공수도)
- Kuk Sool Won (국술원)
- Kumdo (검도)
- Muye24ki (무예이십사기)
- Sibpalgi (십팔기)
- Ssireum (씨름)
- Sunmudo (선무도)
- Taekgyeon (택견)
- Taekwondo (태권도)
- Tang Soo Do (Tangsudo, 탕수도)